# Zemunik Gornji
Zemunik Gornji est un village de la municipalité de Zemunik Donji (Comitat de Zadar) en Croatie. Au recensement de 2011, le village comptait 410 habitants.